# Miss Univers 2018
Miss Univers 2018 est la 67e élection de Miss Univers, qui s'est déroulée à Bangkok, en Thaïlande, le lundi 17 décembre 2018.
Le nombre de candidates s'élève pour la première fois à 94, un record dans l'histoire de l'élection, surpassant ainsi les 92 candidates de l'année précédente. 
L'élection a été présentée pour la 4e année consécutive par Steve Harvey et a été commentée par Ashley Graham.
La gagnante est la Philippine Catriona Gray, Miss Philippines 2018 succédant à la Sud-Africaine Demi-Leigh Nel-Peters, Miss Univers 2017, et devenant ainsi la quatrième Philippine de l'histoire à remporter le titre, 3 ans seulement après la victoire de Pia Wurtzbach en 2015, 45 ans après Margarita Moran en 1973 et 49 ans après Gloria Diaz en 1969.
L'élection est marquée par la présence d'une candidate transgenre, Miss Espagne, Angela Ponce, une première dans l'histoire du concours.

## Classement
| Résultat final    | Candidate |
| ----------------- | --- |
| Miss Univers 2018 | - Philippines – Catriona Gray |
| 1re dauphine      | - Afrique du Sud – Tamaryn Green |
| 2e dauphine       | - Venezuela – Sthefany Gutiérrez |
| Top 5             | - Porto Rico - Kiara Ortega - Viêt Nam - H'Hen Niê |
| Top 10            | - Canada - Marta Stepięń - Costa Rica - Natalia Carvajal - Curaçao - Akisha Albert - Népal - Manita Devokta - Thaïlande - Sophia Kanchanarin |
| Top 20            | - Australie - Francesca Hung - Belgique - Zoé Brunet - Brésil - Mayra Dias - États-Unis - Sarah Rose Summers - Hongrie - Enikö Kecskès - Indonésie - Sonia Citra - Irlande - Grainne Gallanagh - Jamaïque - Emily Maddison - Pologne - Magdalena Swat - Royaume-Uni - Dee-Ann Kentish-Rogers |

## Ordre d'annonce des finalistes
| Top 20 Afrique et Asie-Pacifique 1. Afrique du Sud 2. Philippines 3. Népal 4. Viêt Nam 5. Thaïlande L'Europe 1. Pologne 2. Belgique 3. Royaume-Uni 4. Hongrie 5. Irlande Les Amériques 1. Curaçao 2. Costa Rica 3. Canada 4. Porto Rico 5. Jamaïque Wild Card 1. États-Unis 2. Venezuela 3. Indonésie 4. Brésil 5. Australie | Top 10 1. Afrique du Sud 2. Viêt Nam 3. Venezuela 4. France 5. Costa Rica 6. Curaçao 7. Inde 8. Canada 9. Thaïlande 10. Paraguay | Top 5 1. Paraguay 2. Canada 3. Modèle:Inée 4. Afrique du Sud 5. France |

## Organisation du concours
Le lieu de l'élection a été annoncé le 31 juillet 2018 durant une conférence de presse présidée par Paula Shugart, présidente de la Miss Universe Organization. L'élection se tiendra le 16 décembre 2018 à l'Impact Arena de Bangkok, capitale de la Thaïlande. Le pays a déjà accueilli l'élection en 1992 et 2005.

## Candidates
94 candidates sont en lice pour l'élection.
| Pays / Territoire représenté | Candidates                   | Âge    | Taille | Domicile                    |
| ---------------------------- | ---------------------------- | ------ | ------ | --------------------------- |
| Afrique du Sud               | Tamaryn Green                | 23 ans | 1,75 m | Paarl                       |
| Albanie                      | Trejsi Sejdini               | 18 ans | 1,83 m | Elbasan                     |
| Allemagne                    | Celine Willers               | 25 ans | 1,71 m | Stuttgart                   |
| Angola                       | Ana Liliana Avião            | 20 ans | 1,80 m | Andulo                      |
| Argentine                    | Agustina Pivowarchuk         | 22 ans | 1,78 m | Buenos Aires                |
| Arménie                      | Eliza Muradyan               | 25 ans | 1,65 m | Ararat                      |
| Aruba                        | Kimberly Julsing             | 20 ans | 1,83 m | Oranjestad                  |
| Australie                    | Francesca Hung               | 24 ans | 1,73 m | Sydney                      |
| Barbade                      | Meghan Theobalds             | 26 ans | 1,85 m | Christ Church               |
| Bahamas                      | Danielle Grant               | 26 ans | 1,70 m | Nassau                      |
| Belgique                     | Zoé Brunet                   | 18 ans | 1,75 m | Jemeppe-sur-Sambre          |
| Belize                       | Jenelli Fraser               | 27 ans | 1,75 m | Belize City                 |
| Birmanie                     | Hnin Thway Yu Aung           | 21 ans | 1,70 m | Tachileik                   |
| Bolivie                      | Marian Joyce Prado           | 21 ans | 1,82 m | Santa Cruz                  |
| Brésil                       | Mayra Dias                   | 26 ans | 1,75 m | Itacoatiara                 |
| Bulgarie                     | Gabriela Topalova            | 22 ans | 1,78 m | Stamboliïski                |
| Cambodge                     | Rern Sinat                   | 22 ans | 1,70 m | Kompong Cham                |
| Canada                       | Marta Magdalena Stępień      | 24 ans | 1,78 m | Windsor                     |
| Chili                        | Andrea Díaz                  | 26 ans | 1,76 m | Santiago                    |
| Chine                        | Qin Meisu                    | 24 ans | 1,78 m | Anshan                      |
| Colombie                     | Valeria Morales              | 20 ans | 1,73 m | Cali                        |
| Corée du Sud                 | Baek Ji-hyun                 | 25 ans | 1,76 m | Daegu                       |
| Costa Rica                   | Natalia Carvajal             | 27 ans | 1,75 m | Escazú                      |
| Croatie                      | Mia Pojatina                 | 22 ans | 1,74 m | Nova Gradiška               |
| Curaçao                      | Akisha Albert                | 23 ans | 1,78 m | Willemstad                  |
| Danemark                     | Helena Heuser                | 22 ans | 1,80 m | Søborg                      |
| Égypte                       | Nariman Khaled               | 22 ans | 1,73 m | Hurghada                    |
| Équateur                     | Virginia Limongi             | 24 ans | 1,78 m | Portoviejo                  |
| Espagne                      | Ángela Ponce                 | 27 ans | 1,81 m | Séville                     |
| États-Unis                   | Sarah Rose Summers           | 23 ans | 1,65 m | Omaha                       |
| Finlande                     | Alina Voronkova              | 23 ans | 1,70 m | Lahti                       |
| France                       | Eva Colas                    | 22 ans | 1,70 m | Bastia                      |
| Géorgie                      | Larissa "Lara Yan" Petrosyan | 24 ans | 1,80 m | Telavi                      |
| Ghana                        | Akpene Diata Hoggar          | 24 ans | 1,78 m | Sunyani                     |
| Grèce                        | Ioanna Bella                 | 22 ans | 1,81 m | Véria                       |
| Guam                         | Athena McNinch               | 21 ans | 1,70 m | Mangilao                    |
| Guatemala                    | Mariana García               | 19 ans | 1,79 m | Guatemala City              |
| Haïti                        | Samantha Colas               | 25 ans | 1,78 m | Port-au-Prince              |
| Honduras                     | Vanessa Villars              | 20 ans | 1,75 m | Santa Bárbara               |
| Hongrie                      | Enikő Kecskès                | 21 ans | 1,73 m | Budapest                    |
| Îles Vierges des États-Unis  | Aniska Tonge                 | 26 ans | 1,73 m | Saint-Thomas                |
| Îles Vierges britanniques    | A'yana Phillips              | 28 ans | 1,73 m | Tortola                     |
| Îles Caïmans                 | Caitlin Tyson                | 24 ans | 1,75 m | Bodden Town                 |
| Inde                         | Nehal Chudasama              | 22 ans | 1,68 m | Mumbai                      |
| Indonésie                    | Sonia Fergina Citra          | 25 ans | 1,78 m | Pangkal Pinang              |
| Irlande                      | Grainne Gallanagh            | 24 ans | 1,75 m | Buncrana                    |
| Islande                      | Katrin Lea Elenudóttir       | 19 ans | 1,70 m | Reykjavík                   |
| Israël                       | Nikol Reznikov               | 18 ans | 1,76 m | Afula                       |
| Italie                       | Erica De Matteis             | 24 ans | 1,84 m | Rome                        |
| Jamaïque                     | Emily Maddison               | 19 ans | 1,74 m | Saint Andrew                |
| Japon                        | Yūmi Kato                    | 18 ans | 1,70 m | Nagoya                      |
| Kazakhstan                   | Sabina Azimbayeva            | 18 ans | 1,78 m | Almaty                      |
| Kenya                        | Wabaiya Kariuki              | 22 ans | 1,70 m | Nairobi                     |
| Kirghizistan                 | Beguimay Karybekova          | 20 ans | 1,77 m | Naryn                       |
| Laos                         | On-anong Homsombath          | 22 ans | 1,72 m | Vientiane                   |
| Liban                        | Maya Reaidy                  | 23 ans | 1,73 m | Tannourine                  |
| Malaisie                     | Jane Teoh                    | 20 ans | 1,78 m | George Town                 |
| Malte                        | Francesca Mifsud             | 22 ans | 1,78 m | Żejtun                      |
| Maurice                      | Varsha Ragoobarsing          | 25 ans | 1,65 m | Savanne                     |
| Mexique                      | Andrea Toscano               | 19 ans | 1,75 m | Manzanillo                  |
| Mongolie                     | Dolgion Delgerjav            | 27 ans | 1,73 m | Oulan-Bator                 |
| Namibie                      | Selma Kamanya                | 21 ans | 1,73 m | Windhoek                    |
| Népal                        | Manita Devokta               | 22 ans | 1,73 m | Gorkha                      |
| Nicaragua                    | Adriana Paniagua             | 22 ans | 1,70 m | Chinandega                  |
| Nigeria                      | Aramide Oluwatobi Lopez      | 20 ans | 1,83 m | Lagos                       |
| Norvège                      | Susanne Næss Guttrom         | 21 ans | 1,75 m | Karasjok                    |
| Nouvelle-Zélande             | Estelle Curd                 | 27 ans | 1,80 m | Auckland                    |
| Panama                       | Rosa Montezuma               | 25 ans | 1,68 m | Comunidad de Alto Caballero |
| Paraguay                     | Belén Alderete               | 24 ans | 1,75 m | Caacupé                     |
| Pays-Bas                     | Rahima Dirkse                | 24 ans | 1,80 m | Rotterdam                   |
| Pérou                        | Romina Lozano                | 20 ans | 1,78 m | Callao                      |
| Philippines                  | Catriona Gray                | 24 ans | 1,78 m | Oas                         |
| Pologne                      | Magdalena Swat               | 27 ans | 1,73 m | Varsovie                    |
| Porto Rico                   | Kiara Liz Ortega             | 25 ans | 1,71 m | Rincón                      |
| Portugal                     | Filipa Barroso               | 20 ans | 1,75 m | Setúbal                     |
| République tchèque           | Lea Šteflíčková              | 20 ans | 1,75 m | Ústí nad Labem              |
| République dominicaine       | Aldy Bernard                 | 23 ans | 1,78 m | Laguna Salada               |
| Royaume-Uni                  | Dee-Ann Kentish-Rogers       | 25 ans | 1,75 m | Birmingham/Anguilla         |
| Russie                       | Youlia Polyatchikhina        | 18 ans | 1,77 m | Tcheboksary                 |
| Sainte-Lucie                 | Angella Dalsou               | 24 ans | 1,68 m | Castries                    |
| Salvador                     | Marisela De Montecristo      | 22 ans | 1,75 m | Olocuilta                   |
| Singapour                    | Zahra Khanum                 | 23 ans | 1,70 m | Singapour                   |
| Slovaquie                    | Barbora Hanová               | 24 ans | 1,73 m | Lučenec                     |
| Sri Lanka                    | Ornella Gunesekere           | 25 ans | 1,71 m | Mount Lavina                |
| Suède                        | Emma Strandberg              | 22 ans | 1,76 m | Hallstahammar               |
| Suisse                       | Jastina Doreen Riederer      | 20 ans | 1,75 m | Spreitenbach                |
| Thaïlande                    | Sophida Kanchanarin          | 23 ans | 1,69 m | Bangkok                     |
| Turquie                      | Tara de Vries                | 19 ans | 1,77 m | Istanbul/Pays-Bas           |
| Ukraine                      | Karyna Jossan                | 23 ans | 1,79 m | Odessa                      |
| Uruguay                      | Sofía Marrero                | 18 ans | 1,74 m | Canelones                   |
| Venezuela                    | Sthefany Gutiérrez           | 18 ans | 1,76 m | Barcelona                   |
| Viêt Nam                     | H'Hen Niê                    | 25 ans | 1,73 m | Đắk Lắk                     |
| Zambie                       | Melba Shakabozha             | 23 ans | 1,80 m | Livingstone                 |

## Observations